# Clephydroneura gravelyi
Clephydroneura gravelyi là một loài ruồi trong họ Asilidae. Clephydroneura gravelyi được Joseph & Parui miêu tả năm 1997. Loài này phân bố ở miền Ấn Độ - Mã Lai.